# Sky Hopinka

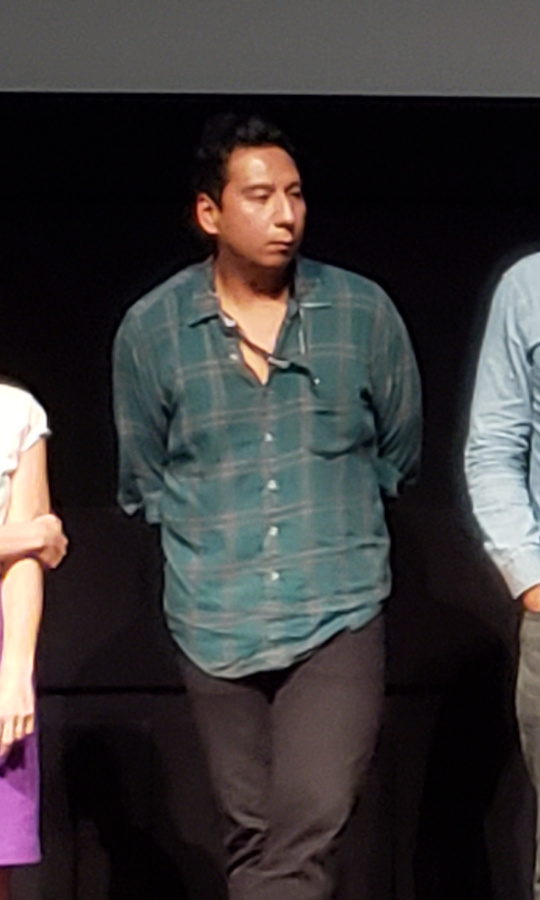
Sky Hopinka

Sky Hopinka (geboren 1984 in Ferndale (Washington)) ist ein US-amerikanischer bildender Künstler und Filmemacher, der der Ho-Chunk Nation angehört und von der Gruppe der Pechanga der Luiseño abstammt. Hopinka wurde 2022 mit einem MacArthur Foundation Grant ausgezeichnet.

## Frühes Leben und Ausbildung
Hopinka zog als Teenager nach Südkalifornien. Er absolvierte sein Grundstudium an der Portland State University (PSU), wo er sich für Dokumentarfilm interessierte. Er erhielt einen Bachelor of Arts in Liberal Arts. Während seines Studiums an der PSU begann er, sich für die Wiederbelebung indigener Sprachen zu interessieren. Im Jahr 2013 zog er nach Milwaukee (Wisconsin), dem Heimatland der Ho-Chunk Nation, und schrieb sich an der University of Wisconsin–Milwaukee ein, wo er einen Master of Fine Arts in Film, Video und neuen Genres erwarb.

## Karriere
Hopinkas Arbeit befasst sich mit persönlichen Interpretationen von Heimat und Landschaft; die Wechselbeziehung zwischen Sprache und Kultur in Bezug auf Heimat und Land. Hopinka hat gesagt: „Die Dekonstruktion der Sprache [durch das Kino] ist für mich ein Weg, mich vom Dogma des traditionellen Geschichtenerzählens zu befreien und von dort aus zu erforschen oder vorzuschlagen, wie das indigene Kino aussehen kann.“
Seine Film- und Videoarbeiten wurden unter anderem auf dem Media City Film Festival, dem Museum of Modern Art, New York, dem Walker Art Center, der Tate Modern, der Whitney Biennial, dem Hessel Museum of Art am Bard College, dem Sundance Film Festival, dem ImagineNATIVE Film and Media Arts Festival, dem Toronto International Film Festival, dem Ann Arbor Film Festival, dem New York Film Festival, gezeigt.
Hopinka organisierte ein Filmprogramm mit dem Titel What Was Always Yours and Never Lost, das sich auf indigenes experimentelles Kino konzentriert. Die Filmreihe begann 2016 und wurde auf der Whitney Biennale 2019 gezeigt.

## Lehrtätigkeit
Hopinka war außerordentlicher Professor an der Simon Fraser University in British Columbia, wo er Film, Video und Animation unterrichtete. Danach war er Assistenzprofessor für Film und elektronische Kunst am Bard College. Er unterrichtete auch Chinook Wawa, eine indigene Sprache aus dem Einzugsgebiet des Unterlaufs des Columbia River.

## Stipendien und Auszeichnungen
- 2022, MacArthur Foundation „Genius“-Stipendium[9]
- 2021, Aufenthaltsstipendium, Forge Project, Taghkanic, N.Y.
- 2020, Guggenheim-Stipendium[10]
- 2020, MacDowell-Stipendium (Künstleraufenthalt und Workshop)
- 2019, Chrysalis-Stipendium des Media City Film Festivals für die Arbeit an der Postproduktion von małni-towards the ocean, towards the shore[21] (2020)
- 2018–19, Stipendium des Harvard Radcliffe Institute for Advanced Study an der Harvard University für die Arbeit an der Postproduktion eines abendfüllenden Experimentalfilms mit dem Titel Imał. Dieser Film wird beschrieben als „Wanderung durch einen neomythologischen Ansatz zur Erforschung der indigenen Präsenz von Sprache und Kultur im pazifischen Nordwesten“.
- 2017, Mary L. Nohl Fund Fellowship, 2017
- 2016, More with Less Award, Images Festival
- 2015, Dritter Preis, Media City Film Festival
- 2015, Tom Berman Award for Most Promising Filmmaker, Ann Arbor Film Festival 22

## Sammlungen
Sky Hopinka ist mit seinen Werken in folgenden Museen vertreten:
- Whitney Museum of American Art, New York City, New York[8]
- Museum of Modern Art, New York City, New York[1]
- Memorial Art Gallery, Rochester, New York[11]
- National Gallery of Art, Washington, DC[12]

## Einzelausstellungen (Auswahl)
- 2023 Sunflower Siege Engine in der Tanya Leighton Gallery, Berlin
- 2022 Sky Hopinka: The sun comes in whenever it wants im LUMA Arles
- 2020 Centers of Somewhere im Hessel Museum of Modern Art, Annandale-on Hudson im Bundesstaat New York
- 2024 Sky Hopinka: Our Ailing Senses in der Kunsthalle Friart Fribourg